# Parco Naturale Tre Cime
Parco Naturale Tre Cime este o arie protejată (arie specială de conservare — SAC, sit de importanță comunitară — SCI, arie de protecție specială avifaunistică — SPA) din Italia întinsă pe o suprafață de 11.892 ha, integral pe uscat.

## Localizare
Centrul sitului Parco Naturale Tre Cime este situat la coordonatele 46°40′00″N 12°17′57″E / 46.6667°N 12.2992°E.

## Înființare
Situl Parco Naturale Tre Cime a fost declarat arie de protecție specială avifaunistică în aprilie 2004 pentru a proteja 1 specie de plante și 15 specii de animale. Alte tipuri de protecție:
- sit de importanță comunitară (în septembrie 2006)
- arie specială de conservare (în noiembrie 2016)[2][4][5]

## Biodiversitate
Situată în ecoregiunea alpină, aria protejată conține 22 de habitate naturale: Tufărișuri cu Pinus mugo și Rhododendron hirsutum (Mugo-Rhododendretum hirsuti), Ape puternic oligomezotrofe cu vegetație bentonică cu Chara spp., Pante stâncoase calcaroase cu vegetație casmofită, Tufărișuri subarctice cu Salix spp., Mlaștini împădurite, Grohotișuri calcaroase și de șisturi calcaroase de la nivelul montan până la nivelul alpin (Thlaspietea rotundifolii), Ape stătătoare oligotrofe până la mezotrofe, cu vegetație de Littorelletea uniflorae și/sau de Isoëto-Nanojuncetea, Fânețe montane, Mlaștini turboase de tranziție și turbării mișcătoare, Pajiști alpine și boreale, Păduri alpine de Larix decidua și/sau Pinus cembra, Lacuri eutrofice naturale cu vegetație de tip Magnopotamion sau Hydrocharition, Pajiști boreale și alpine pe substrat silicios, Păduri acidofile de Picea de la nivel montan la nivel alpin (Vaccinio-Piceetea), Ghețari permanenți, Râuri de munte și vegetația lor lemnoasă cu Salix elaeagnos, Mlaștini alcaline, Lespezi calcaroase, Izvoare petrifiante cu formare de travertin (Cratoneurion), Formațiuni ierboase bogate în specii de Nardus, dezvoltate pe substraturi silicioase în zone montane (și în zone submontane, în Europa continentală), Formațiuni pioniere alpine de Caricion bicoloris-atrofuscae, Pajiști alpine și subalpine calcaroase.
La baza desemnării sitului se află mai multe specii protejate:
- plante (1): papucul doamnei (Cypripedium calceolus)
- păsări (12): minunița (Aegolius funereus), potârnichea de stâncă (Alectoris graeca saxatilis), acvilă de munte (Aquila chrysaetos), cocoșul de mesteacăn (Bonasa bonasia), ciocănitoare neagră (Dryocopus martius), Lagopus muta helvetica, sfrâncioc roșiatic (Lanius collurio), viespar (Pernis apivorus), ciocănitoare de munte (Picoides tridactylus), ciocănitoare verzuie (Picus canus), sturz (Turdus pilaris), sturzul de vâsc (Turdus viscivorus)
- nevertebrate (3): fluturele auriu (Euphydryas aurinia), Vertigo genesii, Vertigo geyeri

Pe lângă speciile protejate, pe teritoriul sitului au mai fost identificate 48 de specii de plante, 12 specii de păsări, 2 specii de amfibieni, 6 specii de mamifere.